# Лупша-де-Жос
Лупша-де-Жос (рум. Lupșa de Jos) — село у повіті Мехедінць в Румунії. Входить до складу комуни Броштень.
Село розташоване на відстані 247 км на захід від Бухареста, 28 км на схід від Дробета-Турну-Северина, 79 км на північний захід від Крайови.

## Населення
За даними перепису населення 2002 року у селі проживали 616 осіб, усі — румуни. Усі жителі села рідною мовою назвали румунську.